# Torgauer Artikel

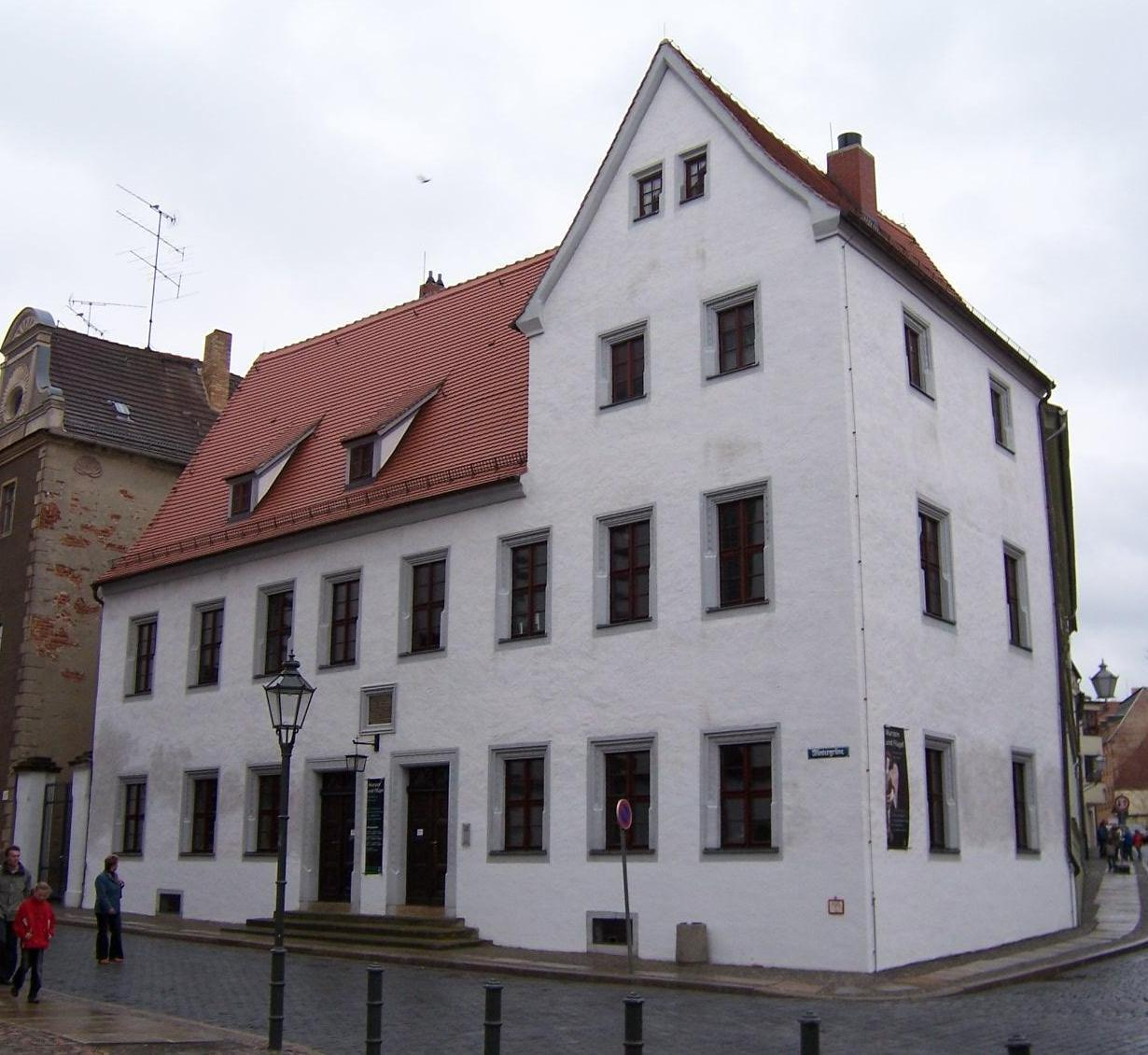
In der Alten Superintendentur in Torgau wurden im März 1530 die Torgauer Artikel zum Abschluss gebracht.

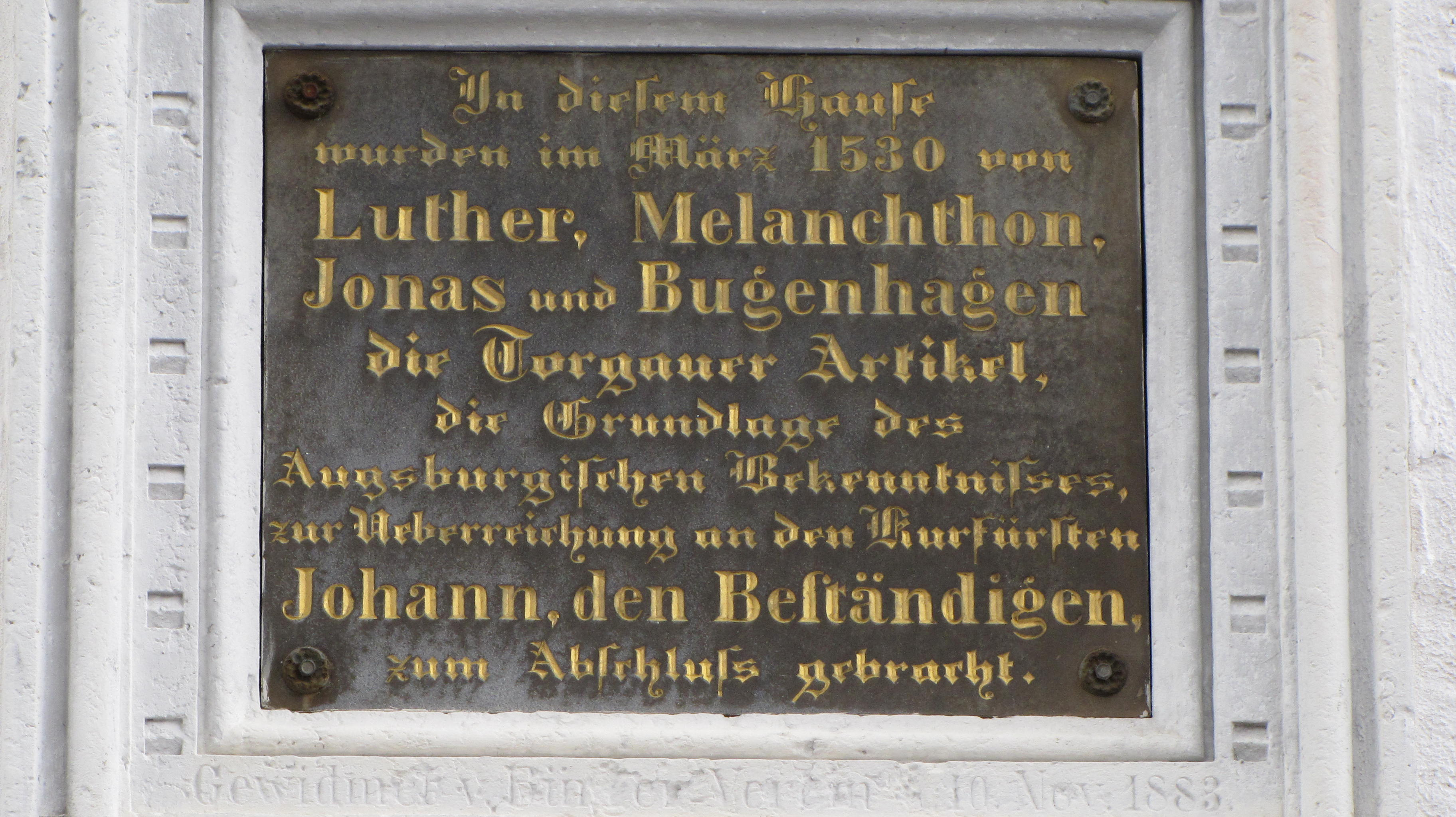
Gedenktafel

Als Torgauer Artikel bezeichnet man im Allgemeinen ein bzw. eine Reihe von theologischen Gutachten über kirchliche Zeremonien, die durch Philipp Melanchthon, Martin Luther, Justus Jonas den Älteren und Johannes Bugenhagen erarbeitet wurden. Sie wurden erst im 19. Jahrhundert durch Karl Eduard Förstemann im Weimarer Archiv entdeckt und veröffentlicht. Ihr genauer Textbestand ist jedoch in der Forschung umstritten. 
Nachdem Kaiser Karl V. Anfang 1530 zu einem Reichstag zur Lösung der Religionsstreitigkeiten eingeladen hatte, beauftragte Kurfürst Johann von Sachsen am 14. März 1530 die vier Wittenberger Theologen mit der Abfassung einer theologischen Erläuterung der reformatorischen Änderungen. Am 27. März brachte höchstwahrscheinlich Melanchthon allein die Entwürfe nach Torgau, das damals Residenzstadt des Kurfürsten war. Dort wurden die Texte mit den kurfürstlichen Räten weiter redigiert. Die Beratungen fanden in der Alten Superintendentur in der Wintergrüne 2 statt, an deren Fassade seit 2012 eine Gedenktafel an dieses Ereignis erinnert.
Die kursächsische Delegation nahm die Torgauer Artikel ebenso wie die theologisch grundlegender argumentierenden Schwabacher Artikel mit zum Reichstag zu Augsburg, wo sie dem Kaiser vorgelegt werden sollten. Als jedoch in den Vorverhandlungen deutlich wurde, dass ein grundsätzlich argumentierendes Bekenntnis notwendig war, verfasste Melanchthon die Confessio Augustana, wobei er für den ersten Teil vor allem auf die Schwabacher Artikel zurückgriff. Die Torgauer Artikel, deren genauer Textbestand nicht mehr klar zu rekonstruieren sind, fanden Eingang in den zweiten Teil der CA (Artikel 22 bis 28).

## Textausgaben
- Karl Eduard Förstemann (Hrsg.): Urkundenbuch zu der Geschichte des Reichstages zu Augsburg im Jahre 1530. Bd. 1.   Buchhandlung des Waisenhauses, Halle 1833, S. 66–108.
- Die Bekenntnisschriften der evangelisch-lutherischen Kirche. Vandenhoeck & Ruprecht, Göttingen 1930 (132010) ISBN 978-3-525-52101-4 S. 83b–110.
- Friedrich Ulmer (Hrsg.): Die Schwabacher, Marburger und Torgauer Artikel in ihrem der Sprache der Gegenwart angeglichenen Wortlaut. Lutherisches Hilfswerk, Erlangen 1930.